# Fokker F.I (1917)
Para el avión de pasajeros, véase  Fokker F.II
El Fokker F.I (designación de la compañía V.5) era un prototipo de triplano de caza alemán diseñado durante la Primera Guerra Mundial. Durante muchas décadas, el V.5 fue mal identificado como el V.4.
La única diferencia notable entre la apariencia general del F.I. y los ejemplos de Fokker Dr.I. de la producción posterior fue una sutil curva convexa en los contornos de la forma en planta del borde de ataque del plano de cola, que de otro modo sería "diagonal", que conduce a la superficie de equilibrio aerodinámico al final de cada puntal del mecanismo de ascenso.
Idflieg designó los tres primeros aviones V.5 F.I, pero todos los triplanos posteriores fueron designados Dr.I. Werner Voss fue derribado mientras volaba un F.I 103/17. Manfred von Richthofen voló el F.I 102/17 en septiembre de 1917, consiguiendo su victoria número 60 en el avión el día 7 de ese mes. Von Richthofen volvió a volar su Albatros D.V.  Kurt Wolff fue derribado pilotando un F.I 102/17 el 15 de septiembre de 1917. El F.I 101/17 fue probado hasta su destrucción en agosto de 1918,  y falló cuando el factor de carga era de 7,75.

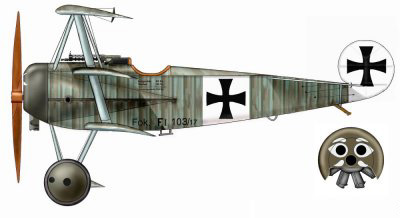
El famoso Fokker FI fue volado por Voss durante su última batalla